# Heinz Schubert (acteur)
Pour les articles homonymes, voir Schubert et Schubert (homonymie).
Heinz Schubert, né le 12 novembre 1925 à Berlin (Allemagne) et mort le 12 février 1999 à Hambourg (Allemagne), est un acteur, professeur de théâtre et photographe allemand.
Il est surtout connu pour avoir joué le rôle d'Alfred Tetzlaff dans la sitcom télévisée allemande Ein Herz und eine Seele (de).

## Filmographie

### Au cinéma
- Das Stacheltier (série de courts métrages) :
  - 1954 : Ede sonnabends : Johannes Füßlein, ihr junger Freund
  - 1957 : Die Moritat vom Kies : Sänger
  - 1958 : Der junge Engländer
  - 1959 : Der Kampf mit dem Drachen : Vater
  - 1962 : Der Dickhäuter : Regisseur
- 1957 : Katzgraben (de) : Günther, ein junger Bergmann
- 1958 : Meine Frau macht Musik (de) : Spießer
- 1958 : Die Geschichte vom armen Hassan (de) : Wasserhändler
- 1959 : Sie nannten ihn Amigo (de) : Dicker Gestapo-Mann
- 1959 : Das Feuerzeug (de) : Der Geizige
- 1961 : Mère Courage et ses enfants : Schweizerkas
- 1961 : Italienisches Capriccio (de)
- 1961 : Der Mann mit dem Objektiv (de) : Leiter der HO (non crédité)
- 1962 : Auf der Sonnenseite (de) : Felix Schnepf
- 1963 : Meine Tochter und ich (de) : Detektiv
- 1964 : Émile et les Détectives (Emil and the Detectives) de Peter Tewksbury : Grundeis
- 1966 : Mes funérailles à Berlin de Guy Hamilton : Aaron Levine
- 1967 : Tatouage (Tätowierung) de Johannes Schaaf : Auctioneer
- 1976 : Une vie gâchée (Verlorenes Leben) d'Ottokar Runze
- 1976 : Ferdinand le radical : Ferdinand Rieche
- 1977 : Hitler, un film d'Allemagne : Zirkusdirektor / Heinrich Himmler / Himmler-Puppenspieler / Adolf Hitler
- 1981 : Obszön - Der Fall Peter Herzl : Dr. Dieter Flake
- 1982 : Feine Gesellschaft - beschränkte Haftung (de) : Kolbe
- 1982 : Marmor, Stein und Eisen bricht (de) : Erwin von Borkowski
- 1983 : Konrad oder Das Kind aus der Konservenbüchse : Apotheker Egon
- 1984 : Liebe ist kein Argument (de)
- 1989 : Europa, abends : Frisör
- 1993 : Der Fall Lucona : Kurt Bach - Innenminister
- 1993 : Chacun pour toi : Botha
- 1998 : Hundert Jahre Brecht
- 1999 : Le Volcan d'Ottokar Runze : homme juif

### À la télévision

#### Séries télévisées
- 1965 : Das Kriminalmuseum : Kriminalkommissar Weber
- 1967 : Verräter (de) : Inspector Phelps (mini-série télévisée, 3 épisodes)
- 1968 : Zimmer 13 : Herr Ganter (1 épisode)
- 1970 : Die seltsamen Methoden des Franz Josef Wanninger (de) : Jakob Morelli (1 épisode)
- 1971 : Das Messer (de) : Inspector Bird (mini-série télévisée, 2 épisodes)
- 1971-1995 : Tatort : Kommissar a.D. Leo Felber / Hans Gebhardt / Dr. Gottschling (3 épisodes)
- 1972 : Wir 13 sind 17 (de)
- 1972 : Dem Täter auf der Spur (de) : Wachtmeister Coulomb (1 épisode)
- 1973 : Die Kriminalerzählung (de) : Lautrec / Gérard (1 épisode)
- 1973-1975 : Kara Ben Nemsi Effendi (de) : Hadschi Halef Omar (26 épisodes)
- 1973-1976 : Ein Herz und eine Seele (de) : Alfred (25 épisodes)
- 1976 : Klimbim (de) : Alfred Tetzlaff (1 épisode)
- 1977 : Ein echter Wiener geht nicht unter (de) : Herr Hauke (1 épisode)
- 1977 : Polizeiinspektion 1 (de) : Ferschel (1 épisode)
- 1978 : Zwei himmlische Töchter (de) : Fluglotse (mini-série télévisée, 6 épisodes)
- 1983 : Un cas pour deux : Paschirbe (1 épisode)
- 1985 : L'Âge d'or : Oswald Klein (6 épisodes)
- 1986 : Ein heikler Fall (de)
- 1986-1987 : Detektivbüro Roth (de) : Egon Fetzer (12 épisodes)
- 1988 : Dortmunder Roulette
- 1990 : Kommissar Klefisch (de) : Rudi (1 épisode)
- 1991 : Stocker & Stein : Stocker
- 1992 : Liebe auf Bewährung (de) : Kalle Hansen (mini-série télévisée)
- 1993 : Glückliche Reise (de) : Karl Kickau (1 épisode)
- 1993 : Der große Bellheim : Dr. Erich Fink (mini-série télévisée, 4 épisodes)
- 1994-1995 : Zwei alte Hasen (de) : Wille Wuttke (14 épisodes)
- 1995 : Peter Strohm : Braams (1 épisode)
- 1995 : Heimatgeschichten : Rollo (1 épisode)
- 1996-1998 : Mit einem Bein im Grab (de) : Viktor Bölkoff (19 épisodes)
- 1997 : Großstadtrevier (de) : Kalle (1 épisode)

#### Téléfilms
- 1954 : Hirse für die Achte
- 1955 : Pauken und Trompeten
- 1957 : Mutter Courage und ihre Kinder - Eine Chronik aus dem Dreißigjährigen Krieg in 12 Bildern von Bertolt Brecht de Bertolt Brecht et Erich Engel (metteurs en scène de la pièce) et de Peter Hagen (réalisateur de la captation télévisée) : Schweizerkas (téléfilm, enregistrement théâtral de la pièce Mère Courage et ses enfants) : Schweizerkas
- 1959 : Der Held der westlichen Welt : Christopher Mahon
- 1962 : Woyzeck : Jude
- 1962 : Stück für Stück : Gunter
- 1963 : Schule der Geläufigkeit : Herr Wagner
- 1963 : In Sachen Hinkelmann : Hinkelmann
- 1963 : Vorsätzlich : George Appleby
- 1964 : Doktor Murkes gesammeltes Schweigen : Schnabel
- 1964 : Der gelbe Pullover : Dicky Wright
- 1965 : Das Gespenst von Canterville : Mr. Brusk (non crédité)
- 1965 : Der zerbrochene Krug : Schreiber Licht
- 1966 : Herzliches Beileid : Joseph
- 1966 : Der Ritter vom Mirakel : Tristán
- 1966 : Der Mann mit der Puppe : Lionel Bellows
- 1967 : Liebe für Liebe : Jeremy
- 1967 : Spiel mit dem Tode : Dr. Usikow
- 1967 : Lösegeld für Mylady : Brandy
- 1968 : Die Reisegesellschaft : Herr Follenvie
- 1968 : Über den Gehorsam. Szenen aus Deutschland, wo die Unterwerfung des eigenen Willens unter einen fremden als Tugend gilt : Der grobe Gehorsam
- 1968 : Der Richter von Zalamea : Nuno
- 1969 : Die Räuber : Pastor Moser
- 1971 : Olympia - Olympia : Brüder Montgolfier
- 1972 : Der Held : Polizeirat
- 1972 : Die Dreigroschenoper : Hakenfinger-Jakob
- 1974 : Ist Onkel Jack ein Konformist? : Journalist
- 1976 : Die Klempner kommen : Alfred Tetzlaff
- 1978 : Der alte Feinschmecker : Poppendieck
- 1979 : Es begann bei Tiffany : Leo Timpe
- 1981 : System Ribadier : Savinet - Weinhändler
- 1982 : Die Präsidentin : Tricaud
- 1984 : Das schöne irre Judenmädchen : Feldmarschall
- 1984 : Die Frau des Kommissars : Montbrisard
- 1991 : Stein und Bein : Erwin Stein
- 1991 : Lulu : Schigolch
- 1992 : Das Trio : Max Büsing
- 1992 : Geboren 1999 : Allsender
- 1997 : Rex - Les jeunes années
- 1997 : Der Coup : Anton Beck
- 1998 : Silberdisteln : Alfons Schambeck

## Récompenses et distinctions
- 1993 : Goldene Kamera de la meilleure mini-série pour Der große Bellheim (partagé avec Mario Adorf, Hans Korte, Will Quadflieg et Dieter Wedel (de))
- 1994 : Prix Adolf-Grimme pour Der große Bellheim (partagé avec Mario Adorf, Hans Korte, Will Quadflieg et Dieter Wedel)